# Saint-Michel-de-Lapujade
Saint-Michel-de-Lapujade è un comune francese di 199 abitanti situato nel dipartimento della Gironda nella regione della Nuova Aquitania.

## Società

### Evoluzione demografica
Abitanti censiti